# Cantone di Arras-1
Il Cantone di Arras-1 è una divisione amministrativa dell'Arrondissement di Arras.
È stato costituito a seguito della riforma approvata con decreto del 24 febbraio 2014, che ha avuto attuazione dopo le elezioni dipartimentali del 2015.

## Composizione
Comprende parte della città di Arras e i 12 comuni di:
- Acq
- Anzin-Saint-Aubin
- Beaumetz-lès-Loges
- Dainville
- Écurie
- Étrun
- Marœuil
- Mont-Saint-Éloi
- Neuville-Saint-Vaast
- Roclincourt
- Sainte-Catherine
- Wailly